# 1964 en musique classique
| \| • Retour à la chronologie générale de la musique classique • \| |
| Grèce • Rome • Haut Moyen Âge • VIIIe siècle • IXe siècle • Xe siècle • XIe siècle XIIe siècle • XIIIe siècle • XIVe siècle • XVe siècle • XVIe siècle • XVIIe siècle XVIIIe siècle • XIXe siècle • XXe siècle • XXIe siècle |
| • Retour à la chronologie générale de la musique classique • |

| Années en musique classique : 1961 - 1962 - 1963 - 1964 - 1965 - 1966 - 1967    |
| Décennies en musique classique : 1930 - 1940 - 1950 - 1960 - 1970 - 1980 - 1990 |

## Événements

### Créations
- 9 janvier : Billy Budd, opéra de Benjamin Britten, monté pour la première fois sur scène dans la version en deux actes (il avait été radiodiffusé par la BBC en 1960).
- 7 février : 
  - la Symphonie no 1 de Arvo Pärt, créée à Tallinn.
  - la Symphonie no 5 (1er mouvement) de Roger Sessions, créée par Eugene Ormandy et l'Orchestre de Philadelphie.
- 7 mai : la Symphonie no 6 de  Carlos Chávez, créée à New York par Leonard Bernstein et l'Orchestre philharmonique de New York.
- 8 juillet : Riccardo Primo, opera seria de Haendel, rejoué à Sadler's Wells (Londres) après 200 ans d'oubli.
- 24 juillet : Don Rodrigo, opéra d'Alberto Ginastera, créé au Théâtre Colón à Buenos Aires.
- 17 octobre : Couleurs de la Cité céleste, pièce pour piano, et ensemble à vent et à percussion d'Olivier Messiaen , créée au Festival de Donaueschingen.
- 4 novembre : In C de Terry Riley qui constitue la pièce fondatrice de la musique minimaliste, est créé à San Francisco.
- 20 novembre : Les Quatuors à cordes no 9 et no 10 de Dmitri Chostakovitch, créés à Moscou.

#### Date indéterminée
- Curlew River — A Parable for Church Performance, opéra de Benjamin Britten, créé au festival d'Aldeburgh.
- Hans Werner Henze :
  - Chor gefangener Trojer, pour chœur et orchestre (version révisée).
  - Divertimenti, pour 2 pianos.
  - Der Frieden, musique de scène.
  - Ein Landarzt, monodrama, pour baryton et orchestre.
  - Lieder von einer Insel, pour chœur de chambre, trombone, 2 violoncelles, contrebasse, orgue de chambre, percussion, et timbales.
  - Sinfonische Etüden (3), pour orchestre (version révisée).
  - Tancredi, ballet, pour orchestre.
  - Zwischenspiele (tiré de Der junge Lord), pour orchestre.
- Alan Hovhaness :
  - Sonate no 1 pour flûte.
  - Quintette avec piano no 2.
- Witold Lutosławski : 
  - Quatuor à cordes.
- Yoritsune Matsudaira :
  - Concerto per pianoforte e orchestra.
  - Concerto da camera per clavicembalo, arpa e strumenti.
- Toshirō Mayuzumi :
  - Olympic Campanology, musique électronique.
- Luigi Nono :
  - Da un diario italiano, pour 2 chœurs.
  - La fabbrica illuminata, pour voix et bande magnétique sur des textes de Giuliano Scabia et Cesare Pavese.
- Arvo Pärt :
  - Diagramme, op. 11, pour piano, pièce créée à Tallinn.
  - Musica syllabica, op. 12.
  - Quintettino, op. 13, pour quintette à vent, pièce créée à Tallinn.
  - Solfeggio, pour chœur a cappella, pièce créée à Tallinn.
  - Collage sur B-A-C-H, pour orchestre à cordes.
  - Concerto piccolo sur B-A-C-H, concerto pour trompette solo, cordes, clavecin et piano.
- Goffredo Petrassi :
  - Septième concerto, pour orchestre.
  - Tre pour sette, pour trois interprètes.
  - Sesto nonsense, pour chœur mixte a cappella, texte d’Edward Lea.
- Karlheinz Stockhausen : 
  - Mikrophonie.

### Autres
- 1er janvier : concert du nouvel an de l'orchestre philharmonique de Vienne au Musikverein, dirigé par Willi Boskovsky.

- Premier festival de musique de chambre du Prieuré de Chirens (Isère).
- Ouverture à Rome du Musée national des instruments de musique, qui rassemble une collection exceptionnelle de 3 000 instruments de musique, de l'Antiquité jusqu'à nos jours, couvrant tous les genres musicaux.
- Fondation du Nash Ensemble.
- Fondation du Quintette de cuivres Ars Nova.

## Prix
- José van Dam obtient le 1er prix de chant du Concours international d'exécution musicale de Genève.
- Jean-Jacques Kantorow obtient le 1er prix de violon du Concours international de violon Niccolò Paganini.

## Naissances

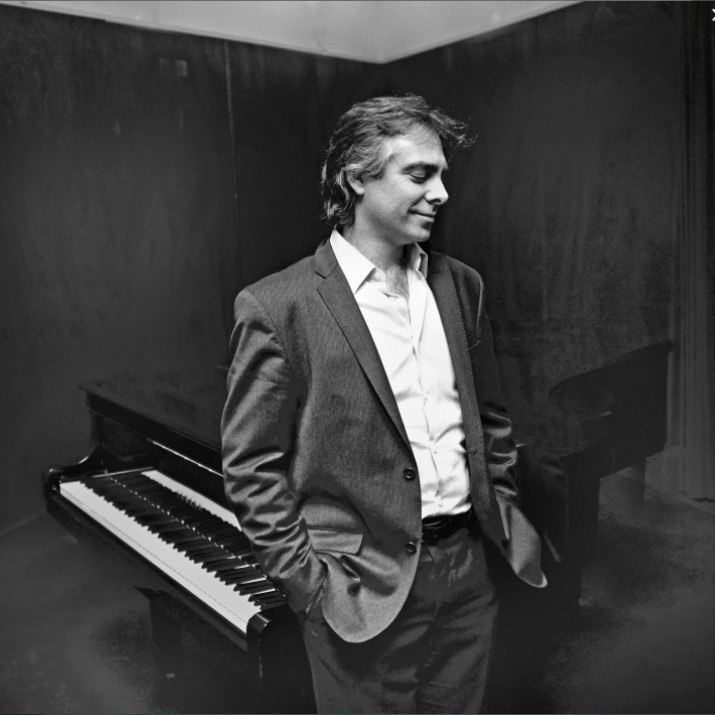
Bruno Belthoise.

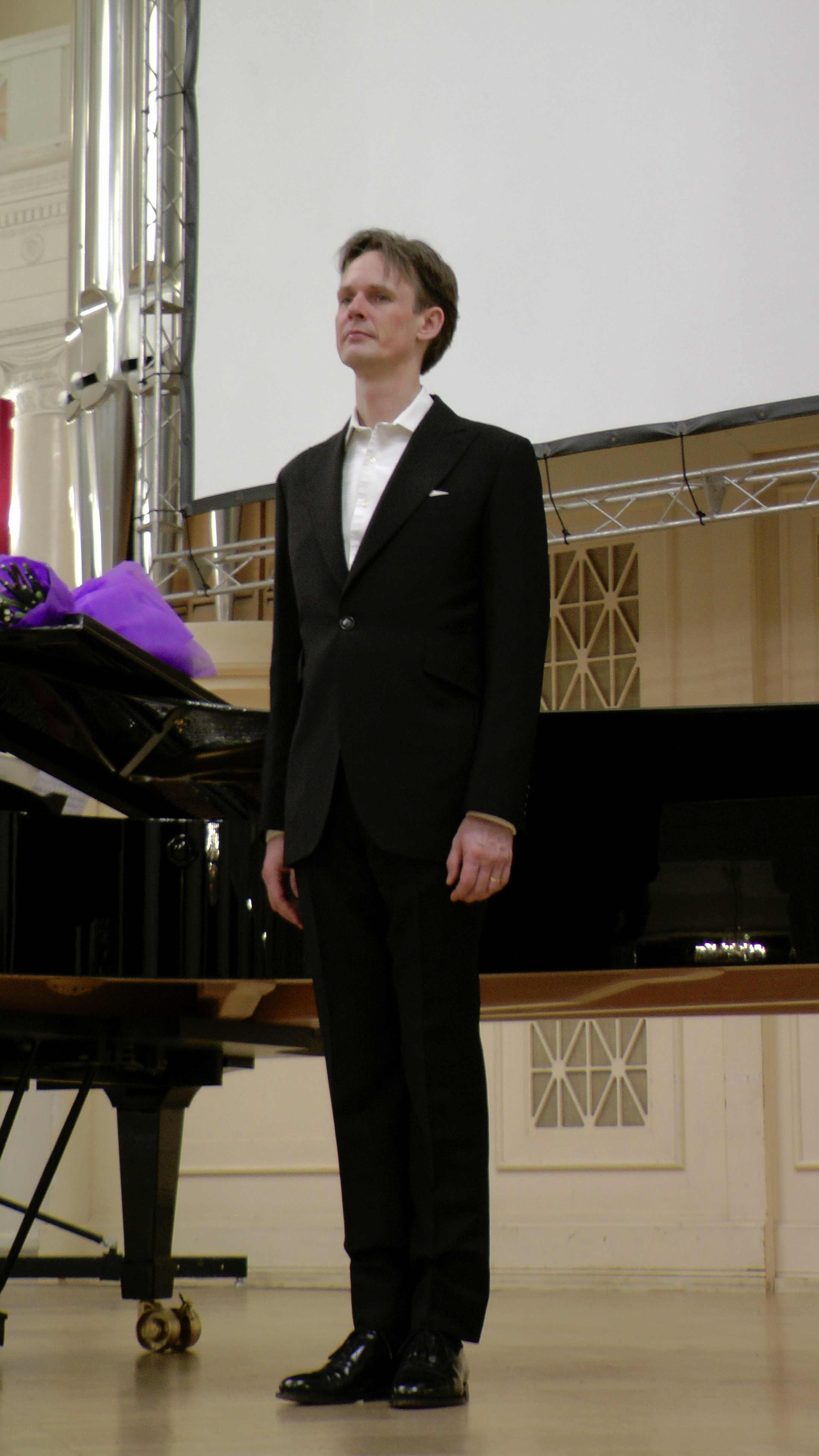
Ian Bostridge

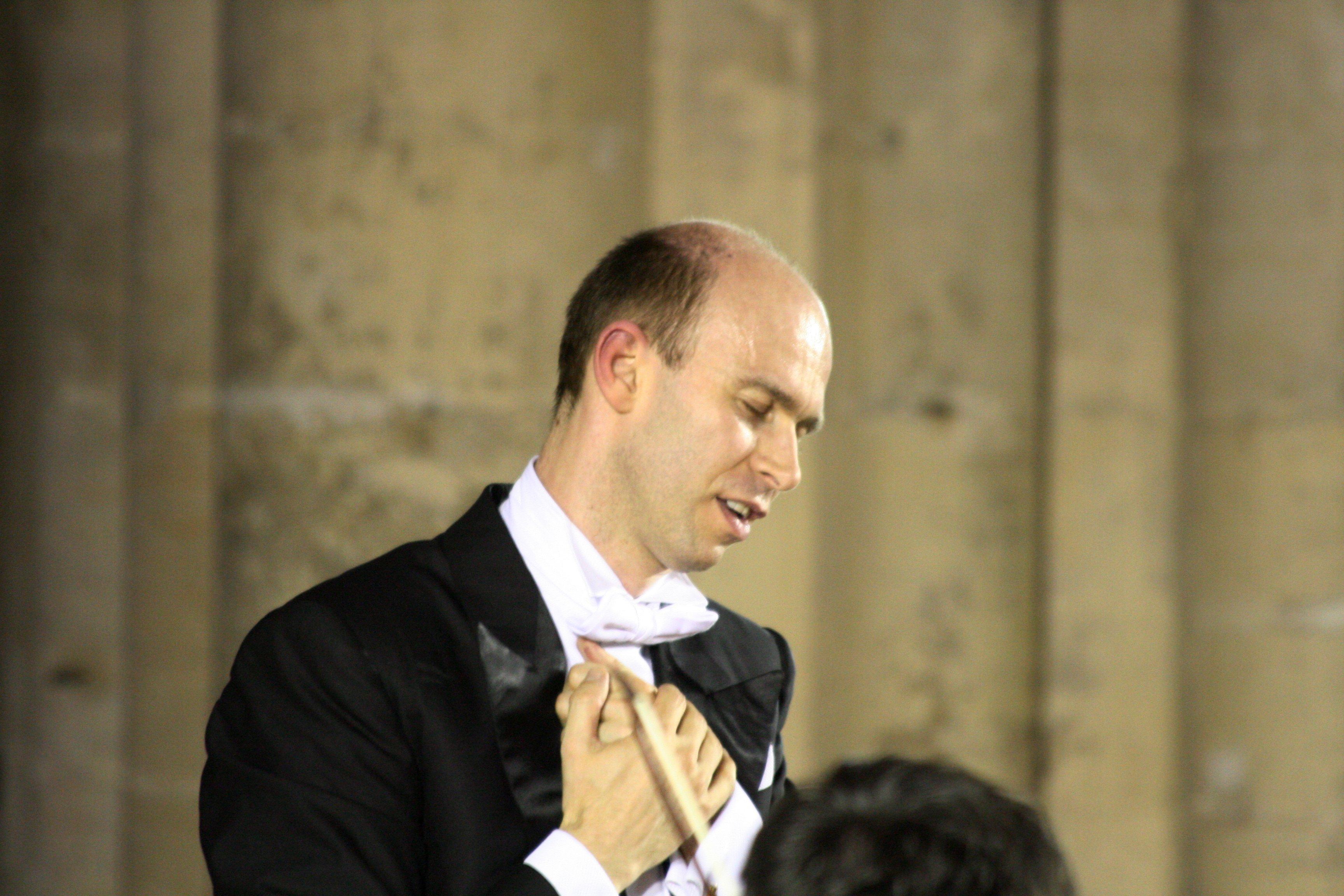
Jean-Philippe Sarcos

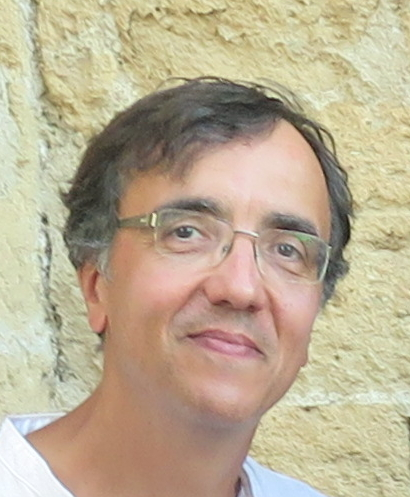
Éric Le Sage

- 11 janvier : Alexandre Vedernikov, chef d'orchestre russe († 29 octobre 2020).
- 4 février : Jean-Philippe Sarcos, chef d'orchestre et organiste français fondateur de l'ensemble Le Palais royal.
- 28 février :
  - Fernando del Valle, ténor américain.
  - Pierre Hantaï, claveciniste et chef d'orchestre français.
- 2 mars : Christian Merlin, critique musical et musicologue français.
- 7 mars : Denyce Graves, mezzo-soprano américaine.
- 3 avril : Jean Tubéry, joueur de cornet à bouquin/flûtiste à bec, pédagogue et chef de chœur français.
- 10 avril : Jeremy Filsell, organiste et pianiste britannique.
- 11 avril : Paul Agnew, chanteur d'opéra écossais.
- 19 avril : Sviatoslav Louniov, compositeur ukrainien.
- 23 avril : Gianandrea Noseda, chef d'orchestre italien.
- 24 avril : Augusta Read Thomas, compositrice américaine.
- 29 avril : Xaver Varnus, organiste hongro-canadien.
- 5 mai : Isabelle Moretti, harpiste française.
- 10 mai : Yves Castagnet, organiste et compositeur français.
- 13 mai : Michel Stockhem, musicologue, organiste, claveciniste et pianiste belge.
- 23 mai : Laurent Naouri, baryton-basse français.
- 1er juin : 
  - Gottfried von der Goltz, violoniste et chef d'orchestre allemand.
  - Ivan Moody, compositeur britannique († 18 janvier 2024).
- 12 juin : Gianluca Floris, écrivain et chanteur lyrique italien.
- 14 juin : Eric Le Van, pianiste américain.
- 15 juin : Orjan Sandred, compositeur suédois.
- 24 juin : David Alan Grayson, musicologue américain, spécialiste de Claude Debussy.
- 9 juillet : Bruno Belthoise, pianiste et improvisateur.
- 13 juillet : Andreas Boltz, organiste, chef de chœur et compositeur allemand.
- 19 juillet : 
  - Patrick Souillot, chef d'orchestre français.
  - Mark Wigglesworth, chef d'orchestre britannique.
- 5 août : Hervé Billaut, pianiste français.
- 18 août : Christophe Lacassagne, baryton français.
- 2 septembre : 
  - Ruxandra Donose, mezzo-soprano roumaine.
  - Jean-Christophe Spinosi, chef d'orchestre et violoniste français.
- 4 septembre : René Pape, chanteur d'opéra allemand.
- 15 septembre : Éric Le Sage, pianiste français.
- 30 septembre : 
  - Olivier Vernet, organiste et professeur de musique classique français.
  - Lucie Prod'homme, compositrice et pédagogue musicale française.
- 10 octobre : Verónica Cangemi, violoncelliste et soprano argentine.
- 16 octobre : Rosemary Joshua, soprano galloise.
- 20 octobre : Frederic Chiu, pianiste sino-américain.
- 23 octobre : Yavor Konov, pianiste, claveciniste et musicologue bulgare.
- 2 novembre : Ewa Kupiec, pianiste polonaise.
- 7 novembre : Laurent Korcia, violoniste français.
- 11 novembre : 
  - Mayako Soné, claveciniste japonaise.
  - Fabio Casadei Turroni, chanteur lyrique, romancier, musicologue et journaliste italien.
- 20 novembre : Jean-Christophe Geiser, musicien, organiste et pianiste vaudois.
- 28 novembre : Francesco Lotoro, pianiste, compositeur et musicologue italien.
- 16 décembre : Benoît Mernier, organiste et compositeur belge.
- 20 décembre : Gabriela Ortiz, compositrice mexicaine.
- 25 décembre : Ian Bostridge, ténor anglais.
- 28 décembre : Vincent Monteil, chef d'orchestre français.

### Date indéterminée
- Marc Albrecht, chef d'orchestre allemand.
- Florent Boffard, pianiste et pédagogue français.
- Rémi Boucher, guitariste canadien.
- Patrick Cohen, pianiste, pianofortiste et pédagogue français.
- Jan van der Crabben, baryton belge.
- Alan Gampel, pianiste et musicologue américain.
- Bernhard Haas, organiste et pédagogue allemand.
- Thérèse Malengreau, pianiste belge.
- Ralph Manno,  clarinettiste et professeur de clarinette allemand.
- Carlo Marchione, guitariste classique italien.
- Andrea Molino, compositeur et chef d'orchestre italien.
- Iákovos Pappás, claveciniste et chef d'orchestre grec.
- Andrea Quinn, chef d'orchestre britannique.
- Gonzalo Xavier Ruiz, hautboïste baroque argentin.
- Stefan Sanderling, chef d'orchestre allemand.
- Atsuko Seki, pianiste classique japonaise.
- Pierpaolo Turetta, organiste italien.
- Emmanuel Villaume, chef d’orchestre français.

## Décès

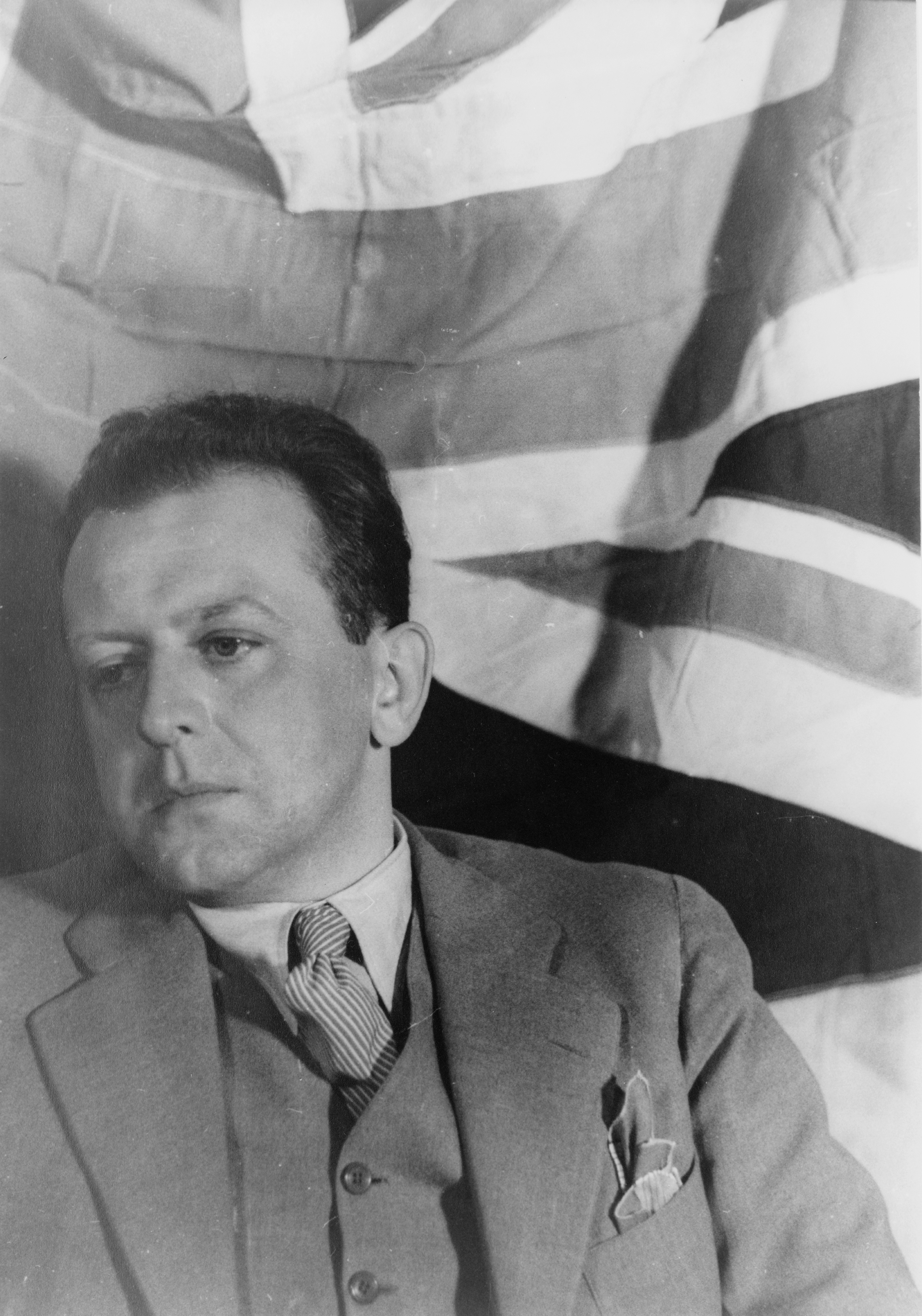
Colin McPhee

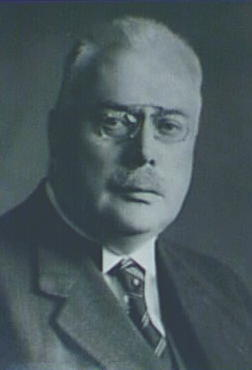
Otto Olsson

- 7 janvier : Colin McPhee, compositeur canadien (° 15 mars 1900).
- 13 janvier :  Gustave Dhérin, bassoniste et pédagogue français (° 10 juin 1887).
- 3 février : Adolphe Piriou, compositeur français (° 7 septembre 1878).
- 20 mars : Jean Rogister, altiste et compositeur belge (° 25 octobre 1879).
- 29 mars : Willem Andriessen, pianiste et compositeur néerlandais (° 25 octobre 1887).
- 17 avril : Luigi Ferrari Trecate, compositeur, organiste et pédagogue italien (° 25 août 1884).
- 19 avril : Maurice Maréchal, violoncelliste français (° 3 octobre 1892).
- 9 juin : Louis Gruenberg, pianiste et compositeur américain né russe (° 3 août 1884).
- 18 juin : Alexandre Melik-Pachaïev, chef d'orchestre soviétique d'origine arménienne (° 23 octobre 1905).
- 27 juin : Daniel Lazarus, compositeur, pianiste et chef d'orchestre français (° 13 décembre 1898).
- 1er juillet : Pierre Monteux, chef d'orchestre américain, d'origine française (° 4 avril 1875).
- 7 juillet : 
  - Jeanne Alombert, pianiste et compositrice française (° 16 mai 1874).
  - Alfred Mahy, compositeur, professeur de musique et chef d'orchestre belge (° 4 juillet 1883).
- 30 juillet : Minna Beckmann-Tube, peintre et chanteuse d'opéra allemande (° 5 juillet 1881).
- 2 août : Marguerite Béclard d'Harcourt, compositrice et musicologue française (° 24 février 1884).
- 1er septembre :
  - George Georgescu, chef d'orchestre roumain (° 12 septembre 1887).
  - Otto Olsson, compositeur et organiste suédois (° 19 décembre 1879).
- 3 septembre : Joseph Marx, compositeur, pédagogue et critique musical autrichien (° 11 mai 1882).
- 9 septembre : Maurice Le Boucher, organiste français, compositeur, et pédagogue (° 25 mai 1882).
- 20 septembre : Lazare-Lévy, pianiste, pédagogue et compositeur français (° 18 janvier 1882).
- 28 septembre : George Dyson, organiste et compositeur anglais (° 28 mai 1883).
- 1er octobre :
  - Léon de Saint-Réquier, organiste, compositeur, chef de chœur, maître de chapelle et professeur de musique français (° 8 août 1872).
  - Ernst Toch, compositeur, pianiste, théoricien et pédagogue d'origine autrichienne (° 7 décembre 1887).
- 10 octobre : Heinrich Neuhaus, pianiste et pédagogue soviétique d'origine allemande (° 12 avril 1888).
- 15 octobre : Cole Porter, compositeur et parolier américain (° 9 juin 1891).
- 21 octobre : Lino Liviabella, compositeur, pianiste et enseignant italien (° 7 avril 1902).
- 29 octobre : Vassili Agapkine, chef d'orchestre militaire et un compositeur russe, puis soviétique (° 3 février 1884).
- 6 novembre : Samuel Samossoud, chef d'orchestre soviétique (° 18 mai 1884).
- 11 novembre : Eduard Steuermann, pianiste et compositeur américain d'origine polonaise (° 18 juin 1892).
- 13 novembre : Gabriele Santini, chef d'orchestre italien (° 20 janvier 1886).
- 11 décembre : Alma Mahler, épouse de Gustav Mahler, de Walter Gropius et de Franz Werfel (° 31 août 1879).
- 27 décembre : Pierre-Aurèle Asselin, artiste lyrique (ténor) canadien (° 2 décembre 1881).